# Кеннет Шмідт
Тан-Кеннет Джеріко Лека-Шмідт (нім. Tan-Kenneth Jerico Leka-Schmidt, нар. 3 червня 2002, Фрайбург, Німеччина) — німецький футболіст, захисник клубу «Фрайбург».

## Ігрова кар'єра

### Клубна
Кеннет Шмідт народився у місті Фрайбург і є вихованцем місцевого однойменного клуба. З 2020 року футболіста почав свої виступи у другій команді «Фрайбурга» у Лізі 3.
Першу гру в основі Шмідт провів 16 березня 2023 року у матчі Ліги Європи проти італійського «Ювентуса». За три дні - 19 березня захисник дебютував у матчах Бундесліги проти клуба «Майнц 05».

### Збірна
Кеннет Шмідт має в'єтнамське коріння. У 2019 році він почав виступи на міжнародній арені у юнацькій збірній Німеччини. 28 березня 2023 року Шмідт дебютував у складі молодіжної збірної Німеччини, коли вийшов на заміну у товариському матчі проти румунських однолітків.